# HMS Black Prince (1861)
HMS Black Prince var søsterskib til Warrior og dermed et af de to stærkeste krigsskibe i verden, da det blev afleveret til Royal Navy. Navnet henviser til Edward, Prins af Wales (1330-1376), der var ældste søn af Edvard 3. af England. Skibet var det tredje af fem skibe i den britiske flåde med dette navn.

## Tjeneste
Det meste af sin aktive tjeneste tilbragte Black Prince i flåden i Den Engelske Kanal, afbrudt af en periode som vagtskib på floden Clyde 1868-74. En særlig opgave kom i 1869, hvor Black Prince, Warrior og den træbyggede hjuldamper-fregat Terrible slæbte den specialbyggede Bermuda tørdok tværs over Atlanten, fra Madeira til Ireland Island på Bermuda. Turen tog 39 dage. Fra 1878 til 1894 lå skibet i reserve i Devonport, og fra 1896 blev det fastliggende skoleskib i Queenstown. Navnet blev ændret til Emerald i 1904. Skibet blev slæbt til Plymouth i 1910 og blev solgt i 1923.